# Reação de Bosch
A reação de Bosch (AO 1945: reação de Bosch) é uma reação química entre o dióxido de carbono e o hidrogênio que resulta em grafite, água e calor, expressa pela seguinte equação:
CO2(g) + 2H2(g) → C(s) + 2H2O(l)
A reação de Bosch se dá em duas etapas: a primeira, a reação de deslocamento do gás d’água, é a mais rápida:
CO2 + H2 → CO + H2O
A segunda controla a taxa de reação:
CO + H2 → C + H2O
A reação total produz {\displaystyle 2.3x10^{4}} joules para cada grama de carbono produzido a 650°C. As temperaturas de reação são da ordem de 450°K a 600°K e pode ser acelerada na presença de catalisadores de ferro, cobalto ou níquel. A produção do carbono tente a obstruir a superfície do catalisador, diminuindo a eficiência da reação. 
Junto com a reação de Sabatier, a reação de Bosch é considerada como um meio de remoção do dióxido de carbono e para a geração de água limpa a bordo da estação espacial, além da produção de grafite para uso em datação por carbono no espectômetro de massa.